# Мирюгский сельсовет
Мирюгский сельсовет — территориальная единица, условно выделявшаяся с 1995 года в составе Байкитского района.

## История
1 января 1995 года из состава Ошаровской сельской администрации была выделена сельская администрация села Мирюга.
Законом Эвенкийского автономного округа от 07.10.1997 № 63 была утверждена территориальная единица сельское поселение село Мирюга.
В сборнике по результатам переписи 2002 года данная территориальная единица фигурировала как Мирюгский сельсовет.
В 2010 году были приняты Закон об административно-территориальном устройстве и реестр административно-территориальных единиц и территориальных единиц Красноярского края, согласно которым село Мирюга непосредственно вошло в состав Эвенкийского района как административно-территориальной единицы с особым статусом.
В ОКАТО сельсовет как объект административно-территориального устройства выделялся до 2011 года.

## Состав
| № | Населённый пункт | Тип населённого пункта       | Население |
| - | ---------------- | ---------------------------- | --------- |
| 1 | Мирюга           | село, административный центр | ↗36       |